# Kibungo
Kibungo je najveći grad u ruandskoj Istočnoj provinciji i sjedište distrikta Ngoma. Do 2006. i administrativnog preustroja Ruande bio je sjedište provincije Kibungo. Nalazi se na nadmorskoj visini od 1630 metara, 30-ak km sjeverno od tromeđe Ruanda-Tanzanija-Burundi i 100-ak km istočno od glavnog grada, Kigalija. Grad je podijeljen u dva dijela: jedan je izgrađen oko glavne, a drugi oko sporedne ceste.
Stanovništvo živi uglavnom od poljoprivrede. Uzgajaju se grah, kukuruz, sirak, banane i povrće. Dio se stanovništva bavi stočarstvom, odnosno uzgojem goveda, koza i ovaca.
U gradu se nalaze sjedišta katoličke i (manje) anglikanske biskupije. Tu su i bolnica te sveučilišta u području poljoprivrede, tehnologije i obrazovanja.
Godine 2002. Kibungo je imao 44.216 stanovnika.